# Virvytė
Virvytė (pol. Wyrwita)– rzeka w północnej Litwie na Żmudzi. Długość – 131 km, powierzchnia zlewni – 1144 km². Jest lewym dopływem Windawy.